# Joux-la-Ville
Joux-la-Ville är en kommun i departementet Yonne i regionen Bourgogne-Franche-Comté i norra Frankrike. Kommunen ligger i kantonen L'Isle-sur-Serein som tillhör arrondissementet Avallon. År 2022 hade Joux-la-Ville 1 164 invånare.

## Befolkningsutveckling
Antalet invånare i kommunen Joux-la-Ville
| Referens: INSEE |